# Lijst van voetbalinterlands Duitse Democratische Republiek - Tsjecho-Slowakije
Deze lijst van voetbalinterlands is een overzicht van alle officiële voetbalwedstrijden tussen de nationale teams van de Duitse Democratische Republiek en Tsjecho-Slowakije. De landen speelden in totaal dertien keer tegen elkaar. Het eerste duel, een kwalificatiewedstrijd voor het Wereldkampioenschap voetbal 1958, werd gespeeld in Brno op 16 juni 1957. De laatste ontmoeting, een vriendschappelijke wedstrijd, vond plaats op 13 mei 1987 in Brandenburg an der Havel.

## Wedstrijden
| №  | Plaats                   | Datum             | Competitie           | Wedstrijd                                          | Uitslag |
| -- | ------------------------ | ----------------- | -------------------- | -------------------------------------------------- | ------- |
| 1  | Brno                     | 16 juni 1957      | WK 1958 kwalificatie | Tsjecho-Slowakije – Duitse Democratische Republiek | 3 – 1   |
| 2  | Leipzig                  | 27 oktober 1957   | WK 1958 kwalificatie | Duitse Democratische Republiek – Tsjecho-Slowakije | 1 – 4   |
| 3  | Berlijn                  | 21 november 1962  | EK 1964 kwalificatie | Duitse Democratische Republiek – Tsjecho-Slowakije | 2 – 1   |
| 4  | Praag                    | 31 maart 1963     | EK 1964 kwalificatie | Tsjecho-Slowakije – Duitse Democratische Republiek | 1 – 1   |
| 5  | Berlijn                  | 25 september 1971 | Vriendschappelijk    | Duitse Democratische Republiek – Tsjecho-Slowakije | 1 – 1   |
| 6  | Bratislava               | 1 november 1972   | Vriendschappelijk    | Tsjecho-Slowakije – Duitse Democratische Republiek | 1 – 3   |
| 7  | Dresden                  | 27 maart 1974     | Vriendschappelijk    | Duitse Democratische Republiek – Tsjecho-Slowakije | 1 – 0   |
| 8  | Praag                    | 25 september 1974 | Vriendschappelijk    | Tsjecho-Slowakije – Duitse Democratische Republiek | 3 – 1   |
| 9  | Leipzig                  | 6 september 1978  | Vriendschappelijk    | Duitse Democratische Republiek – Tsjecho-Slowakije | 2 – 1   |
| 10 | Praag                    | 8 oktober 1980    | Vriendschappelijk    | Tsjecho-Slowakije – Duitse Democratische Republiek | 0 – 1   |
| 11 | Erfurt                   | 28 maart 1984     | Vriendschappelijk    | Duitse Democratische Republiek – Tsjecho-Slowakije | 2 – 1   |
| 12 | Nitra                    | 23 april 1986     | Vriendschappelijk    | Tsjecho-Slowakije – Duitse Democratische Republiek | 2 – 0   |
| 13 | Brandenburg an der Havel | 13 mei 1987       | Vriendschappelijk    | Duitse Democratische Republiek – Tsjecho-Slowakije | 2 – 0   |

## Samenvatting
| Competitie        | Totaal gespeeld | Winst DDR | Gelijk | Winst Tsjecho-Slowakije | Doelsaldo DDR – Tsjecho-Slowakije |
| ----------------- | --------------- | --------- | ------ | ----------------------- | --------------------------------- |
| WK-kwalificatie   | 2               | 0         | 0      | 2                       | 2 − 7                             |
| EK-kwalificatie   | 2               | 1         | 1      | 0                       | 3 − 2                             |
| Vriendschappelijk | 9               | 5         | 1      | 3                       | 12 − 10                           |
| Totaal            | 13              | 6         | 2      | 5                       | 17 − 19                           |

Wedstrijden bepaald door strafschoppen worden, in lijn met de FIFA, als een gelijkspel gerekend.

## Details

### Eerste ontmoeting
| WK 1958 kwalificatie (Brno, Tsjecho-Slowakije, 16 juni 1957): |       |                                |
| Tsjecho-Slowakije                                             | 3 – 1 | Duitse Democratische Republiek |
| Tadeáš Kraus 60' Vlastimil Bubník 81' Pavol Molnár 89'        | goals | 18' Günther Wirth              |

### Tweede ontmoeting
| WK 1958 kwalificatie (Leipzig, Duitse Democratische Republiek, 27 oktober 1957): |       |                                                                        |
| Duitse Democratische Republiek                                                   | 1 – 4 | Tsjecho-Slowakije                                                      |
| Helmut Müller 35'                                                                | goals | 3' Tadeáš Kraus 23' Anton Moravčík 43' Ladislav Novák 89' Tadeáš Kraus |

### Twaalfde ontmoeting
| Vriendschappelijk (Nitra, Tsjecho-Slowakije, 23 april 1986): |       |                                |
| Tsjecho-Slowakije                                            | 2 – 0 | Duitse Democratische Republiek |
| Ivo Knoflíček 62' Milan Luhový 64'                           | goals |                                |